# Escultura de Colombia

## Período precolombino
Se puede destacar los megalitos conocidos como el Infiernito del Parque Arqueológico de Monquirá en villa de Leiva con una datación de, al menos, 2.200 a.C.
Datadas entre el siglo I y el VIII d.C. se encuentran las esculturas de la cultura de San Agustín. Se trata de varios centenares de estatuas monolíticas, algunas de las cuales tienen más de cuatro metros de altura y de varias toneladas de peso, que constituyen el mayor parque megalítico de Sudamérica. La mayoría de estas figuras monumentales se encuentran dispersas entre las cuencas de los ríos Magdalena, Bordones, Mazamorras y Sombrerillos y los picos Colombianos. Los monolitos son generalmente tobas volcánicas y andesitas lávicas.La zona arqueológica San Agustín-Tierradentro es patrimonio de la Unesco.Muchas de las esculturas fueron agrupadas en el sitio denominado El Tablón cerca del corregimiento de San Andrés de Pisimbalá. La mayor parte de ellas se encontraron enterradas en profundas cañadas o entre las raíces de grandes árboles, algunas desfiguradas sin duda por la acción de los hombres, lo cual sugiere el enfrentamiento entre dos grupos enemigos. Existen dos tipos de esculturas atendiendo a su tamaño. Las de más de dos metros representan de manera muy acertada los rasgos de cara y cabeza adornadas, con menor detalle en el resto del cuerpo. 

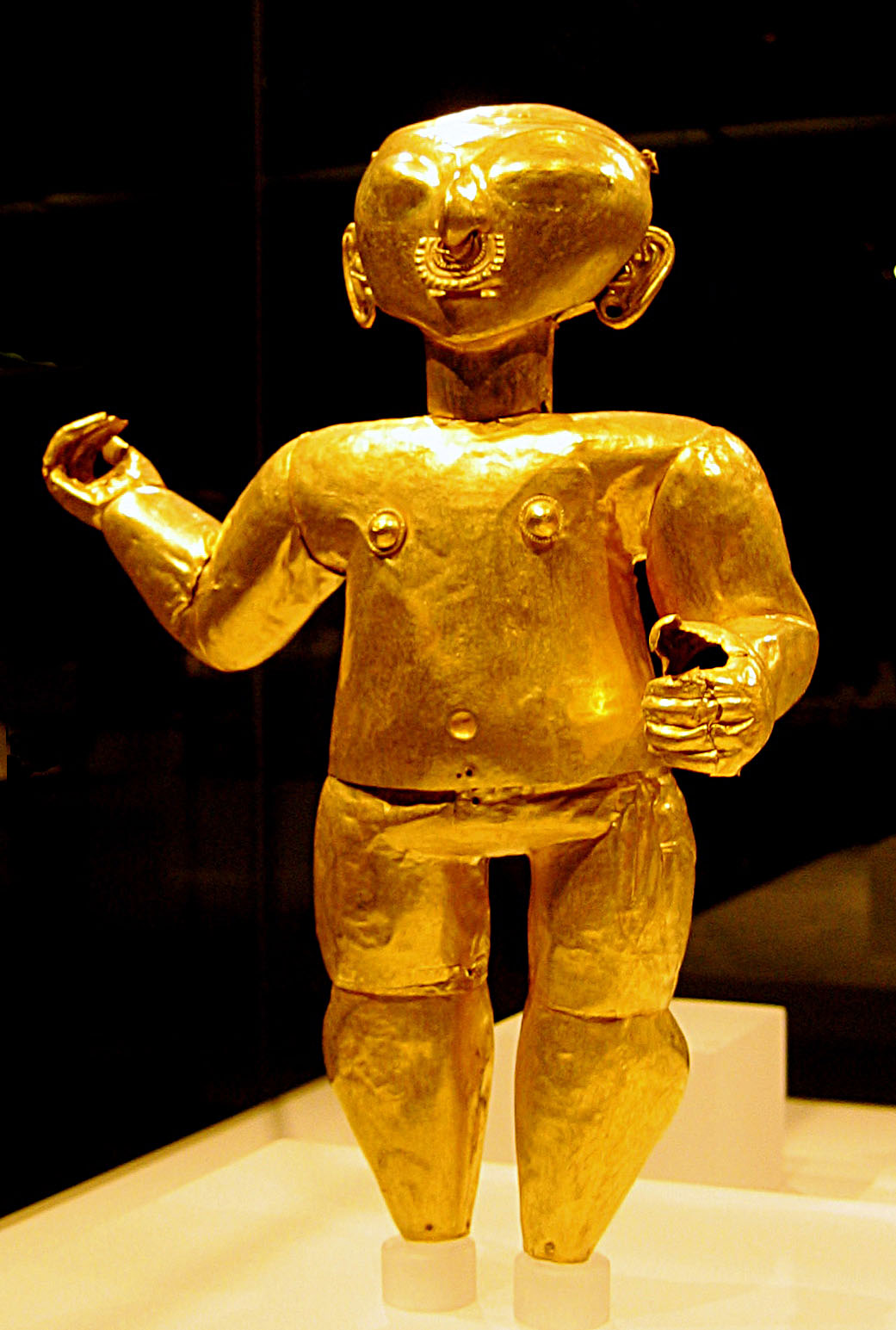
Figura de oro de la cultura Tumaco
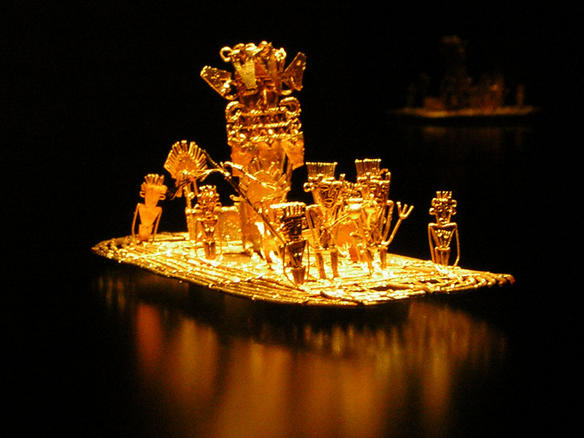
Balsa muisca (siglos VII-XVIII) Museo del Oro
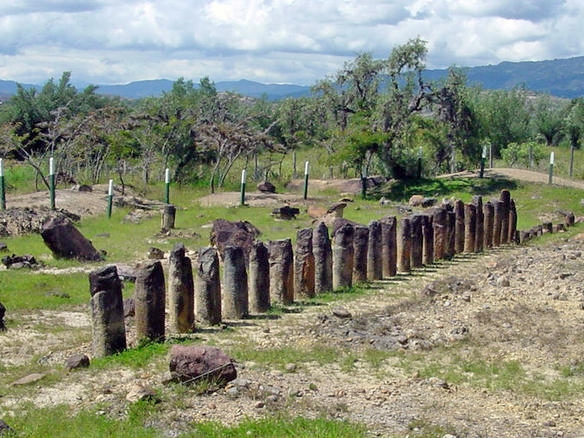
Sitio arqueológico El Infiernito
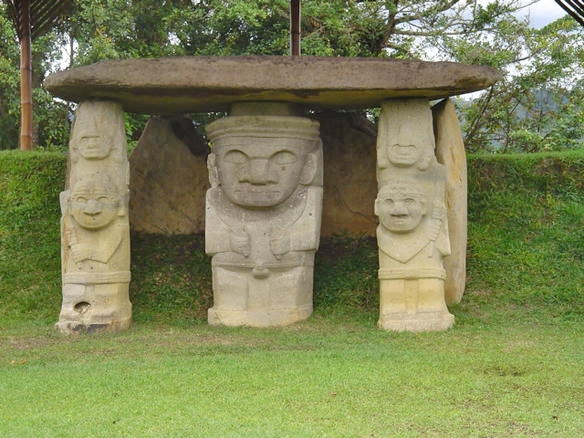
Tumba monumental (parque arqueológico San Agustín)

## Nueva Granada (1538-1819)

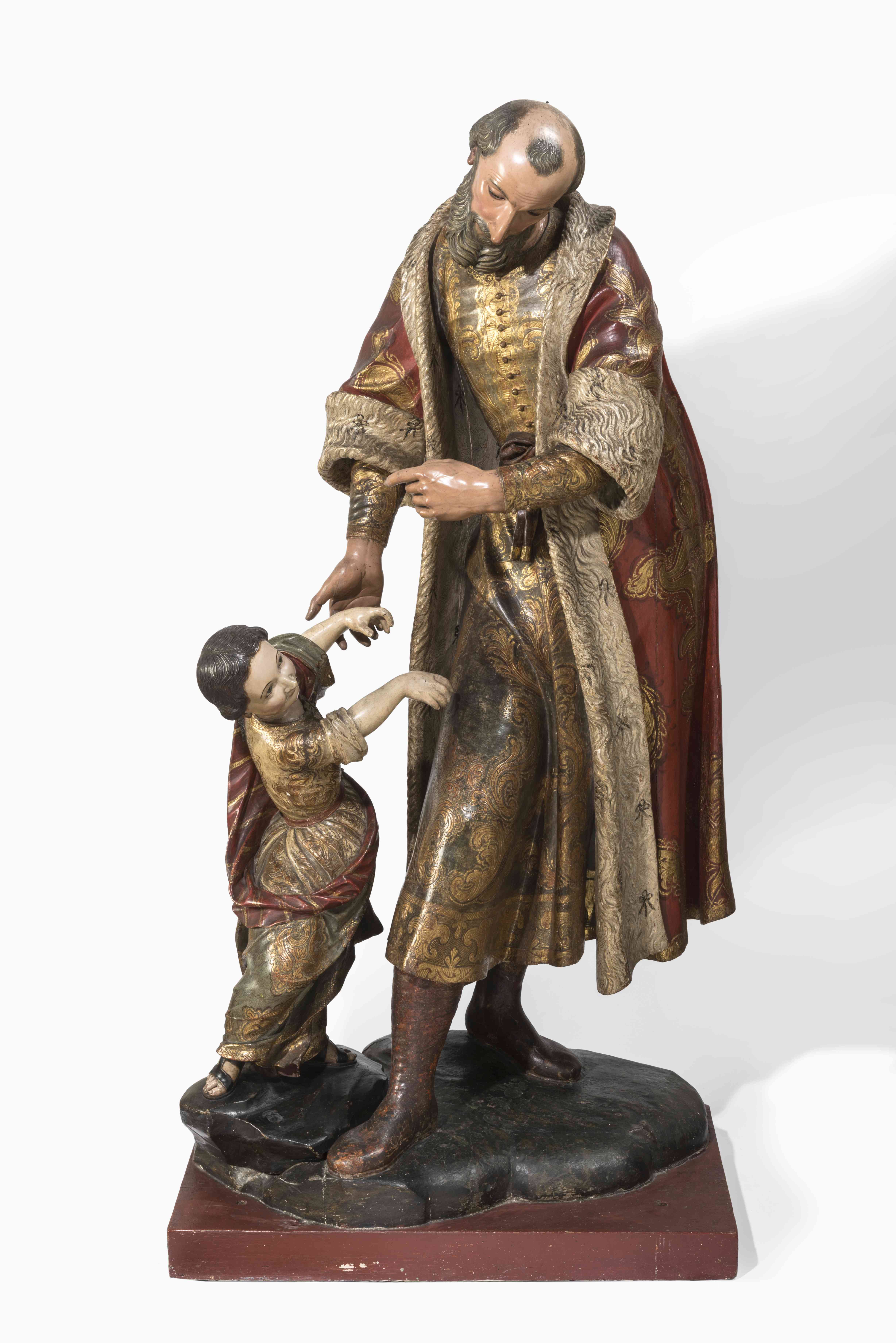
San Joaquín y la niña María (1746) Pedro Laboria. Museo de Arte Colonial de Bogotá

Las principales poblaciones del reino de Nueva Granada ya se habían desarrollado hacia la segunda mitad del siglo XVI. La dotación de su ornato para decoración y liturgia fue posterior, a partir de 1620 y determinado por la Contrarreforma. En un primer momento, a la actual Colombia llegaron las esculturas adquiridas en España, sobre todo en Sevilla, y el estilo que dominó este periodo fue el manierismo. Se puede señalar como uno de los primeros trabajos escultóricos el retablo de la catedral de Cartagena de Indias (1552), procedente de Sevilla y en estilo plateresco. Además de las obras sevillanas, también llegaron a Tierra Firme artistas, carpinteros y ensambladores de retablos, así como piezas de otras procedencias de la monarquía hispánica como los actuales Italia, Perú o Filipinas. Desde la mitad del siglo XVII se conforman los principales talleres de traza, talla, ensamblaje, ebanistería, y chapeado. Las maderas empleadas fueron fundamentalmente de gran calidad como el cedro y el nogal. Además de producirse esculturas es notable la producción e importación desde España de retablos, y también otras piezas ornamentales como armaduras y revestimientos, sagrarios y mobiliario. Se puede señalar también la importancia de la producción de relieves y la saga de los Lugo. 

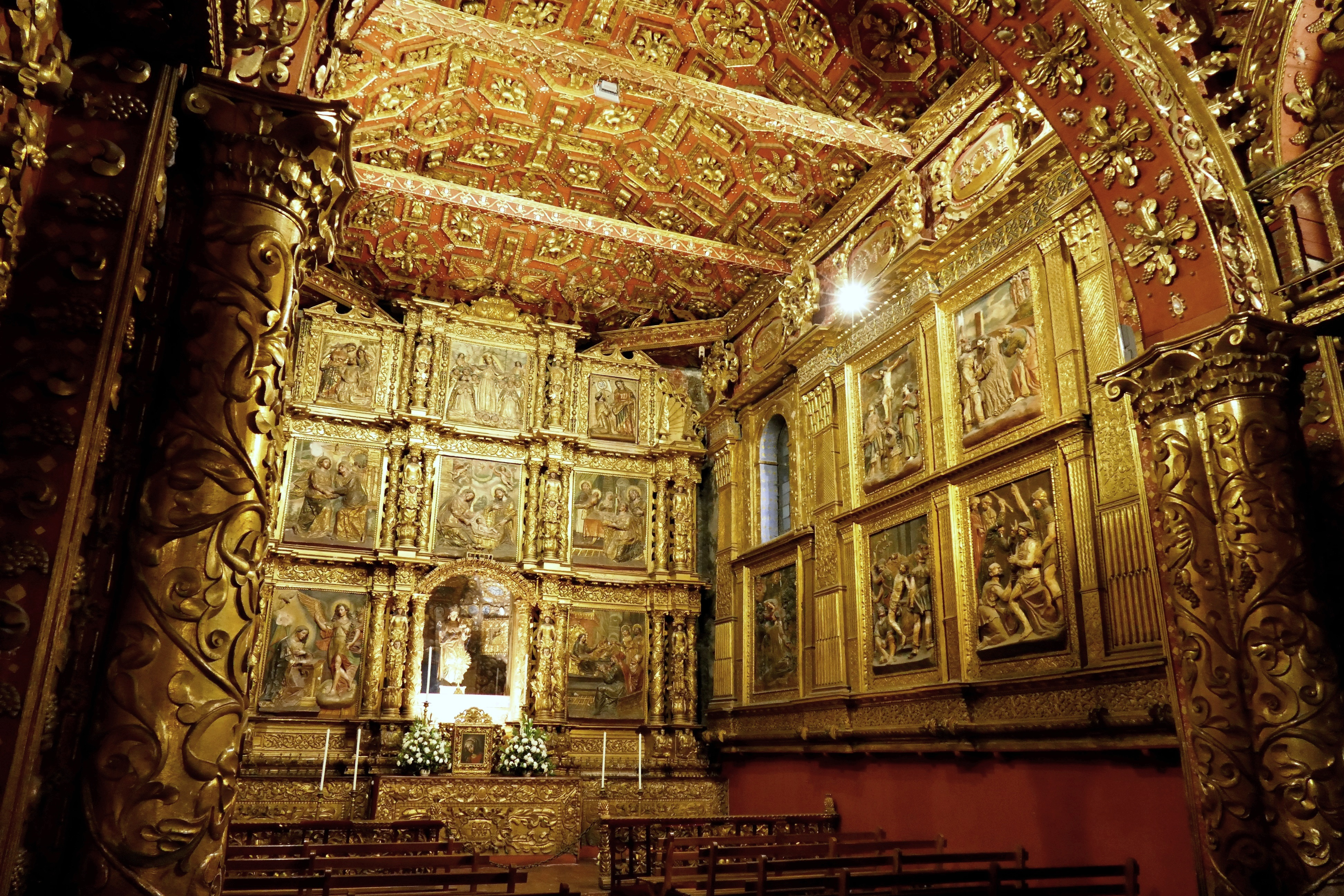
Retablo de la capilla del Rosario de la iglesia de Santo Domingo de Tunja

A partir del siglo XVIII hubo una amplísima producción escultórica, con influencias de la escuela quiteña, la eboraria filipina y producción en piedra de Huamanga.
En cuanto a la producción de tallas de los santos, articulaciones móviles, fueron pintadas con colores naturales, se les añadieron ojos de vidrio, se vistieron con trajes (tallas de vestir) y cabelleras reales. Así la obra se fue haciendo "menos escultura y más un ensamble de elementos", al decir de Gil Tovar.
Algunas de las obras más representativas de la escultura en el reino de Nueva Granada son la custodia La Lechuga, Santa Bárbara de Pedro Laboria, retablo del altar mayor de la catedral de Cartagena de Indias, Inmaculada Concepción de Popayán de Bernardo de Legarda, el retablo de la capilla del Rosario de la Iglesia de Santo Domingo de Tunja, el altar mayor de la iglesia de San Francisco de Bogotá (1622), Vera Cruz de la capilla de Mancipe de la catedral de Tunja de Vázquez el Viejo (1583), Resucitado de la iglesia de Monserrate de Vázquez el Viejo (1583), revestimiento escultórico de la iglesia de Tópaga, sillería del coro de la catedral de Santafé de Bogotá, San Francisco de Paula de Laboria de la iglesia san Juan de Dios de Bogotá, retablo mayor de la iglesia de San Ignacio de Tunja, el conjunto de tallas barrocas de la Semana Santa de Popayán, o el altar mayor de la iglesia de las Nieves. 
Autores destacados:
- Vázquez el Viejo
- Juan de Cabrera.
- Pedro de Lugo Albarracín.
- El Maestro del Retablo de San Francisco.
- Lorenzo de Lugo.
- Luis de Lugo.
- Salvador de Lugo
- Pedro Laboria
- Bernardo de Legarda

## El siglo XIX
La escultura colombiana de principios del siglo XIX, afecta a un realismo más o menos barroco tocado de mística por medio de efectos más o menos académicos, siguió las directrices originadas en el período colonial.
Se destacó el taller familiar de Bernabé Martínez y su hijo Toribio Martínez, tallista e imaginero.

### Escultores destacados del siglo XIX
- Bernabé Martínez
- Toribio Martínez

## El siglo XX

### Influencia academicista
- Marco Tobón Mejía (1876-1933): estudió escultura en París, bajo la dirección de Augusto Rodin; su obra "La Poesía" (183 cm), realizada hacia 1920 en mármol blanco, se encuentra en el Museo Nacional de Colombia.
- Roberto Henao (1898 -1964): su obra más conocida es el desnudo La Rebeca.
- Gustavo Arcila (1895 -1963) su obra más conocida es la estatua monumental de la Virgen María en el cerro de guadalupe, tutelar de Bogotá.

### Abstraccionismo
Impulsores en Colombia: 

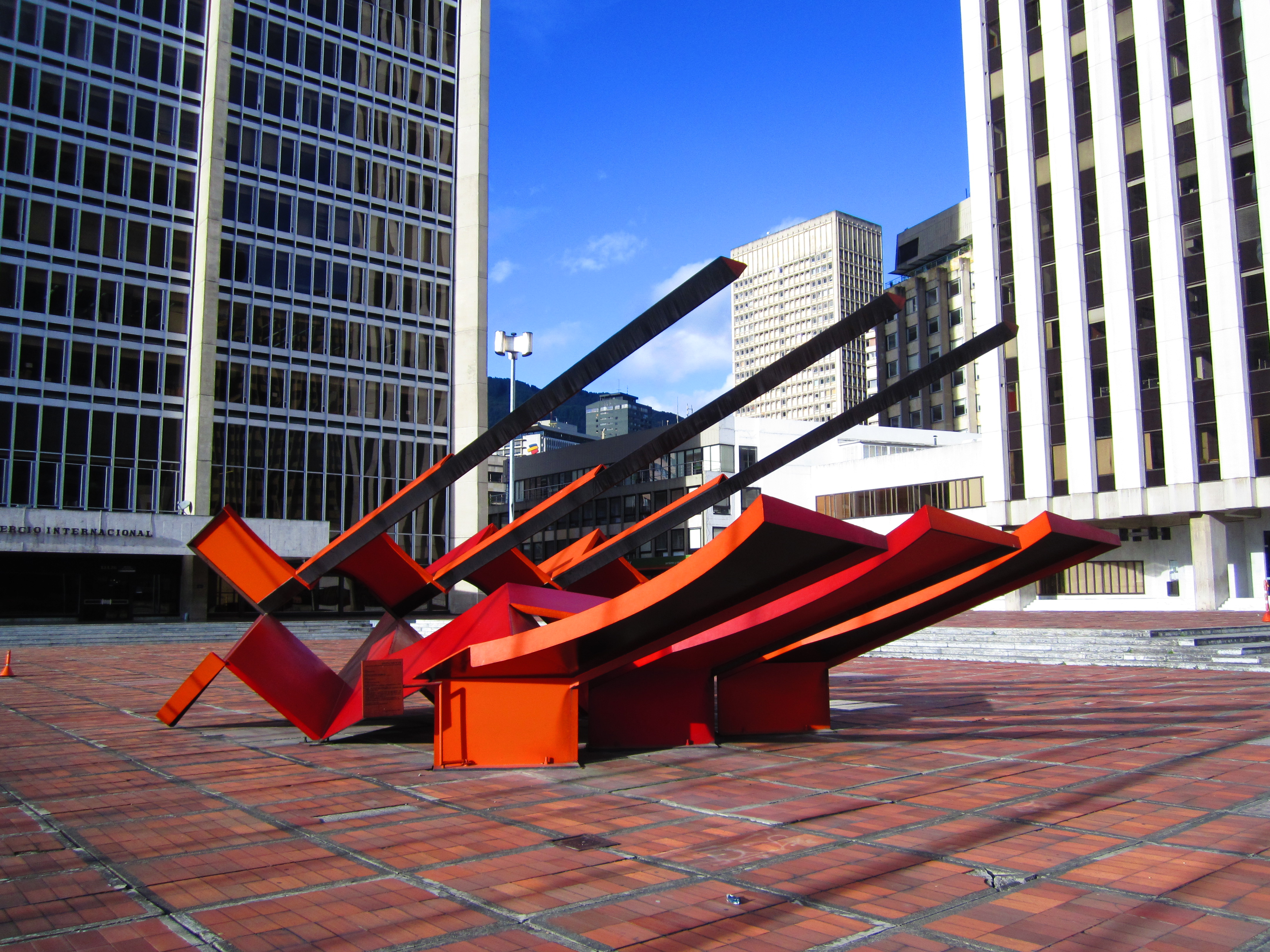
Escultura Nave Espacial de Eduardo Ramírez Villamizar en el centro de Bogotá

Hugo Martínez González, Edgar Negret y Eduardo Ramírez Villamizar.

### Escultores destacados del siglo XX
- 1894-1964. Ramón Barba Guichard. Nació en Madrid, España. Murió en Bogotá.
- 1899-1964. Rómulo Rozo  Rómulo Rozo: El Pensamiento, escultura en piedra, de 60 cm de alto, exhibida en el Museo de Arte de La Paz, Bolivia, cobró fama mundial por el plagio de la imagen después de su primera exhibición en la Biblioteca Nacional de México en 1932.[9]

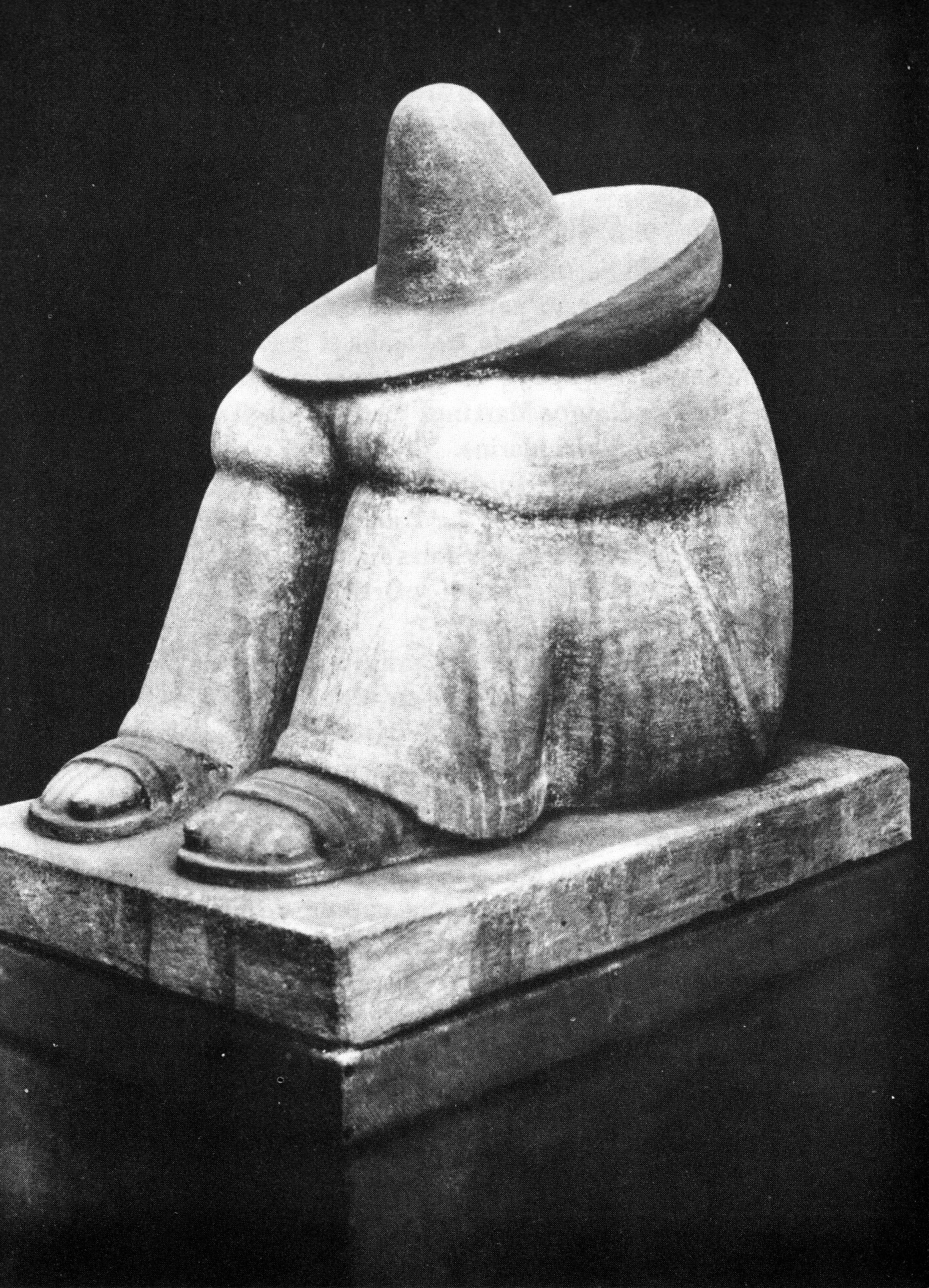
Rómulo Rozo: El Pensamiento, escultura en piedra, de 60 cm de alto, exhibida en el Museo de Arte de La Paz, Bolivia, cobró fama mundial por el plagio de la imagen después de su primera exhibición en la Biblioteca Nacional de México en 1932.

- 1904-1994. Luis Alberto Acuña Tapias
- 1911-1979. Julio Vicente Abril Mayorga, Nació en Moniquira, Boyacá.
- 1918-Miguel Sopó
- 1923.Hugo Martínez González, nacido en Medellín, (Antioquia). Considerado como el primer escultor geométrico abstracto de Colombia.  El escultor Hugo Martínez González en su taller.

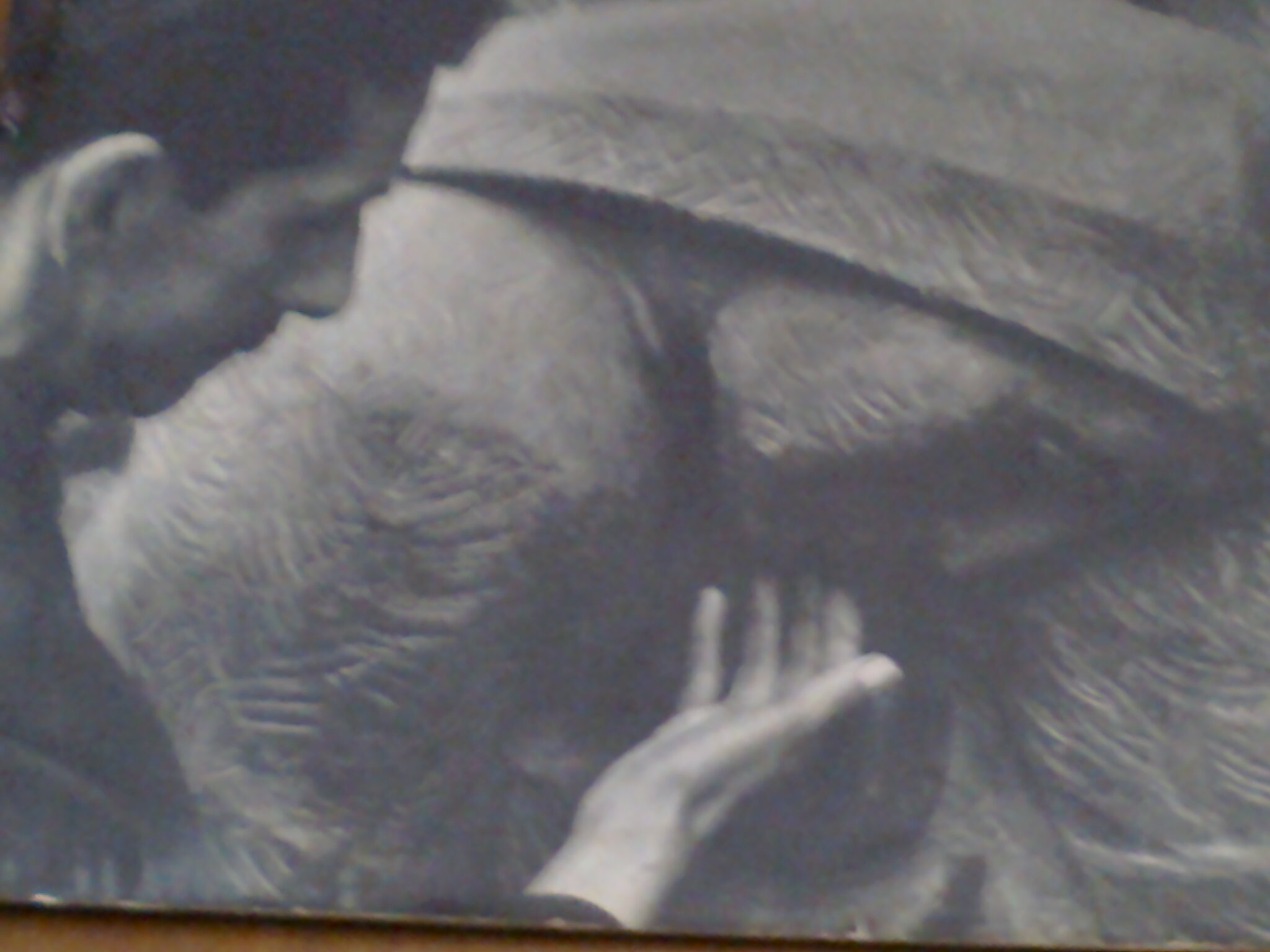
El escultor Hugo Martínez González en su taller.

- 1910.Josefina Albarracín Esposa del maestro Ramón Barba.
- Ángel Eduardo Bernal Esquivel
- Gustavo Arcila Uribe
- Rodrigo Arenas Betancourt
- Fernando Botero
- Miguel de la Espriella
- Hans Heinz Goll. Nacido en Austria, desarrolló los últimos veinte años de su carrera artística en Colombia más como pintor que como escultor.
- Héctor Lombana
- Ana Mercedes Hoyos
- Pedro de Lugo Albarracín
- Tito Lombana
- Jorge Maestre
- Santiago Martínez Delgado
- Edgar Negret
- Nadín Ospina
- Leobardo Pérez Jiménez
- Doris Salcedo
- Hebert Sánchez
- Moisés Vargas
- Óscar Velásquez
- Alfredo Tomás Tatis Benzo (10 de agosto de 1952). Arquitecto Colombiano.